# Erdős sztyepp

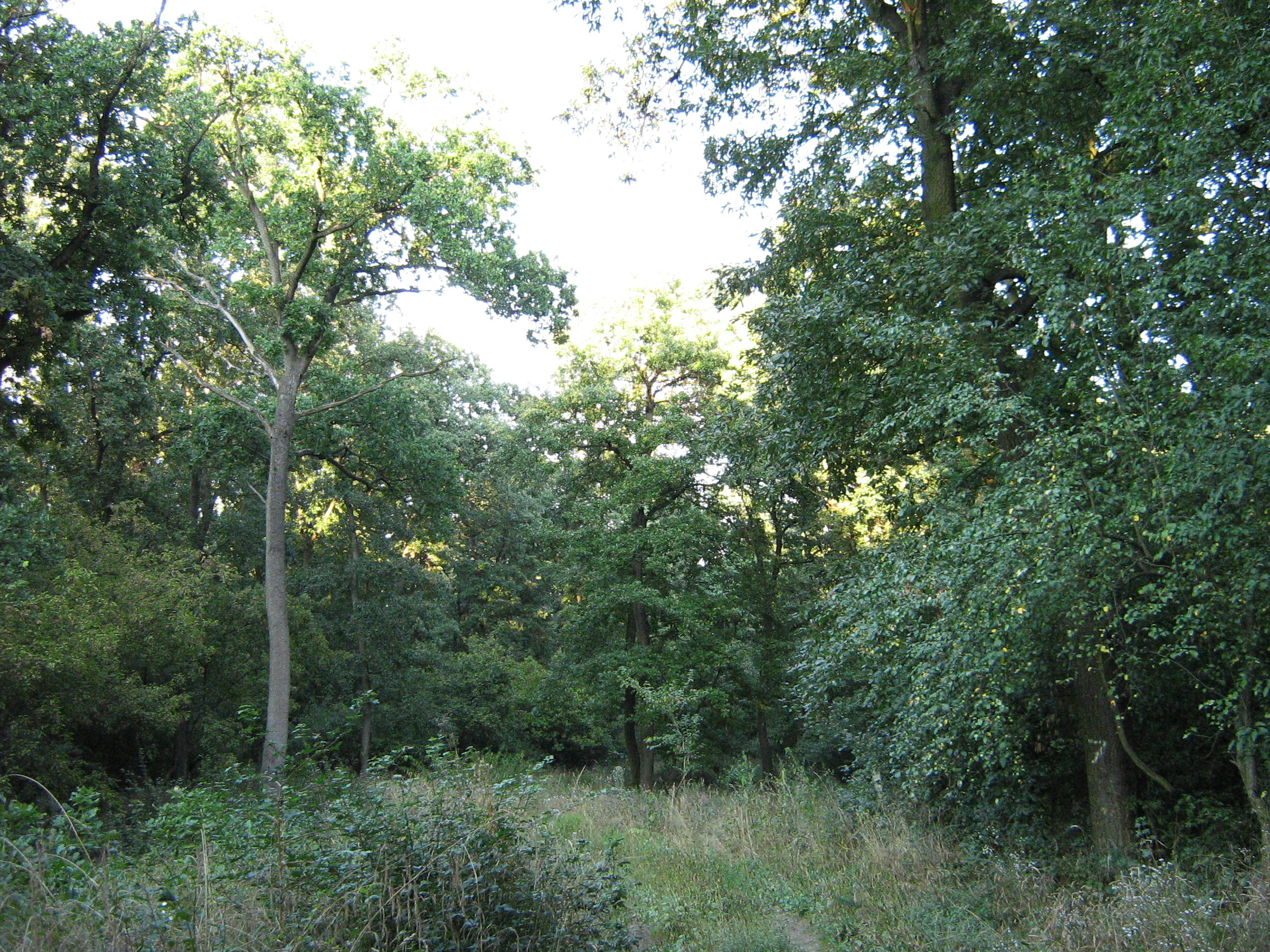
Tatár juharos lösztölgyes részlete a Kerecsendi-erdőben.

Az erdős sztyepp vagy erdős puszta (angolul: forest steppe) zonális vegetációja átmenet a teljesen fátlan füves puszta és a zárt erdő között. Az Alföld jellegzetes, eredeti növényzete és utolsó természetes képe, amely az eurázsiai erdős sztyepp öv legnyugatibb részeként a kontinentális klíma hatására alakult ki. A kontinentális sztyepperdők Európában a Würm-glaciális utáni mogyoró kor kevert erdejének reliktum jellegű maradványai. A sztyepperdő, tehát az alföldi tatár juharos lösztölgyes (Aceri tatarici-Quercetum roboris), a bokorerdők (Ceraso-Quercetum pubescentis), a lejtősztyepprétek (Salvio-Festucetum), sziki erdőspusztarétek (Peucedano–Asteretum sedifolii Soó 1947 corr. Borhidi 1996) és más típusainak megmaradt állományai ritkák és kicsik.

## Jellemzése
Eurázsia kontinentális részének fő természetes növényzete a lombhullató erdő. Azokban a zónákban, amelyekben kevesebb a csapadék, összefüggő erdő, illetve fás növényzet nem tud kialakulni. Ennek a területnek a jellegzetes növénytakarója a klímazonális erdős sztyepp illetve a (füves) sztyepp. Az erdős sztyepp, mint biocönózis és biom sztyeppfoltokból és tölgyes foltokból álló, pionír jellegű élőhely. Az erdőtársulás alapfája a kocsányos tölgy, amely az erdős sztyepp övezetben a tölgyesek síksági-kontinentális típusának karakterfaja, és ebben az átmeneti zónában alacsony bokorerdőkké vagy magasabb szálerdőkké állhat össze.

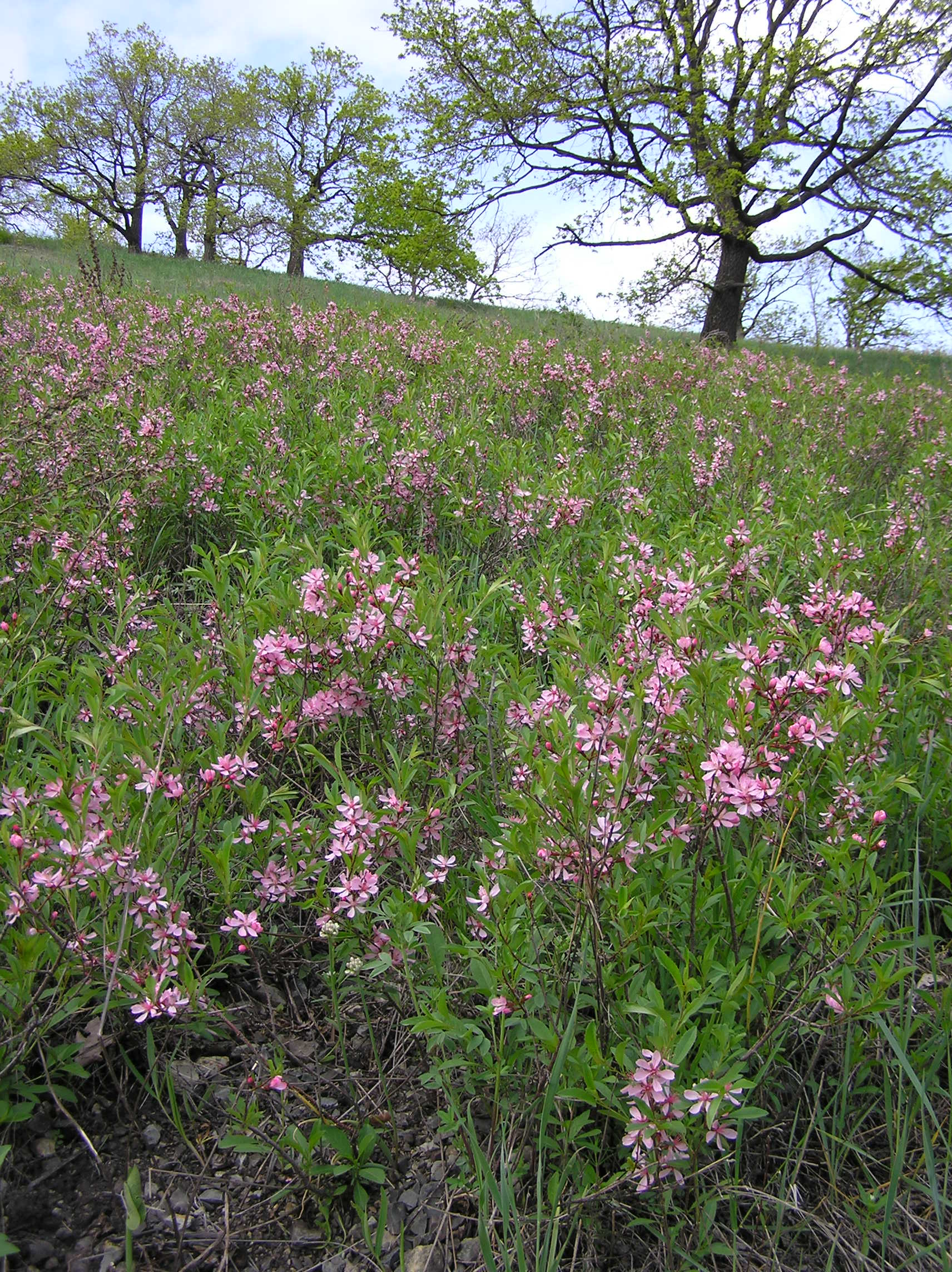
A törpemandula virágmezeje

Az erdős sztyepp fő területe Kelet-Európa és Közép-Ázsia; Közép-Európában csak töredékesen jelenik meg. A cönológiában ismert a nyugati erdős sztyepp elnevezés is. A pannóniai erdős sztyepp erdeje egykor gyakori volt az Alföld kiterjedt, széles löszhátain és a Középhegység peremének lösztakaróján. Ma csak néhány maradvány folt utal egykori jellegére, mivel az Alföld már szinte teljes egészében kultúrtáj, kultúrpuszta. Mezőgazdasági művelésre alkalmas, gazdag talaja miatt az Alföld eredeti növényzetét kiirtották, földjét megművelik. Az alföldi erdős sztyepp erdők legjellemzőbb típusa a Duna–Tisza-közi gyöngyvirágos tölgyes.
Az erdős sztyepp az Alföldön kívül megtalálható még dombvidékeink déli löszlejtőin és a Középhegység (pl. Velencei-hegység, Budai-hegység, Vértes, Mátra, Bükk, Gödöllői-dombvidék) hegylábi szegélyein, enyhén lejtő platóin 250–500 m-rel a tengerszint felett, valamint a napsütötte keleti lejtőkön.
Magyarországon az egyetlen összefüggő, ősi maradványerdő a Kerecsendi-erdő rezervátuma. A tölgyes elegyfája a keleti származású – egészen a Kaszpi-tengerig terjedő – tatár juhar. Aljnövényzetében tavasszal látványosan virít a törpe mandula, amely éppen dekoratív virágai miatt vált védelemre szoruló, veszélyeztetett növénnyé.
A sztyepperdő tölggyel elegy, társalkotó fái a vadkörte, a mezei szil, a Duna–Tisza közén a fehér és szürke nyár (Populus alba, Populus × canescens), magasabb zónában a mezei juhar, a rezgő nyár és az ezüst hárs.
A gyepszint mozaikos: helyenként erősen fejlett, máshol visszaszorul; száraz gyepek és erdei elemek keveréke. Az erdőkkel nemcsak fáik, de lágy szárú növényeik is eltűnőben vannak. Hírmondóik például:
- a macskahere,
- a macskamenta,
- a fekete kökörcsin vagy
- az erdőspuszták egyik legszebb virága, a tavaszi hérics.

Az aljnövényzetben társulásalkotó:
- a gyöngyvirág,
- a széleslevelű salamonpecsét és
- a szálkás tarackbúza (Elymus caninus).

A száraz tölgyesekből származik át:
- tarka nőszirom,
- homoki nőszirom,
- pusztai meténg,
- kék szamárkenyér,
- szúfű (Pulicaria vulgaris),
- szártalan csüdfű,
- nyúlszapuka,
- törpe sás,
- hasznos földitömjén (Pimpinella saxifraga).

Jellemző faj még az erdei borkóró.
Jellemző tölgyes fajok:
- csomós harangvirág,
- agárkosbor,
- bársonyos kakukkszegfű,
- macskafarkú veronika,
- erdei angyalgyökér,
- koloncos legyezőfű,
- erdei szamóca,
- kis meténg,
- tarka sáfrány

– mindegyikük egykori, kiirtott sztyepperdőt jelez.
A bablevelű varjúháj a pozsgások csoportjának egyetlen, hazánkban nem csak sziklákat kedvelő faja. A leggyakrabban száraz tölgyesek, bokorerdők és pusztai gyepek talaján fordul elő, néha száraz homokon is.
A lösztölgyes lombjának szűrt fényében gazdag cserjés nő. A cserjeszint állandóbb elemei:
- a galagonya,
- a veresgyűrű som,
- a fagyal,
- a kökény,
- a csíkos kecskerágó,
- a varjútövis,
- a csepleszmeggy és
- a fekete bodza.

A sziklás lejtőkön növő molyhos tölgyes bokorerdő (Cotino-Quercetum pubescentis) jellegzetes társulásalkotó növénye a sárga cserszömörce. Ennek a középhegységi társulásnak és az alföldi pusztai tölgyeseknek is jellemző fajai még:
- a szarvas kocsord (Peucedanum cervaria) és
- a kőmagvú gyöngyköles (Lithospermum officinale).

## Átmeneti típusai
Az erdős sztyepp alaptípusa löszön és többnyire sík terepen alakul ki a száraz klíma hatására. Emellett jellemzőek a sziki erdős sztyepp erdők (sziki tölgyes) és a Duna–Tisza közének reliktum homoki erdei (pusztai tölgyes) is. Ezek fokozatosan a bokorsztyepp kökénycserjéseibe mennek át.
Mészkő, dolomit vagy szilikátos alapkőzetű lejtős területen az erdős sztyepp sajátos formái a sziklai sztyepperdő, és a karsztbokorerdők, valamint ezek sztyepprét elemekkel és sziklagyepekkel mozaikos változatai. A lejtősztyepp átmeneti típusaiba a lépcsőszerűen sziklás terepen magas füvű sziklasztyepp hatol be, amitől a társulás szerkezete sajátos, bokorsztyepp jellegűvé válik.

## Galéria

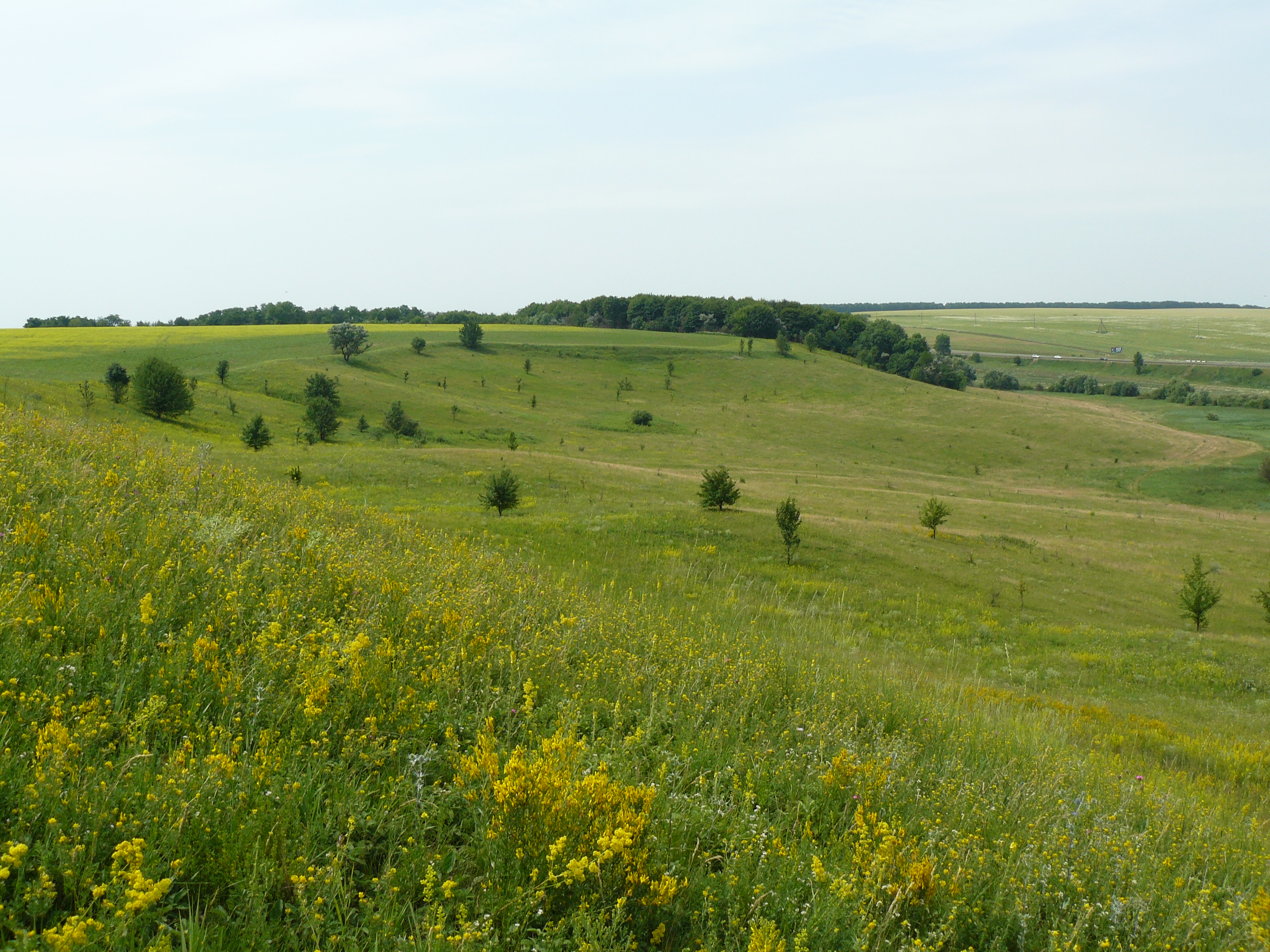
Erdőssztyepp táj Ukrajnában
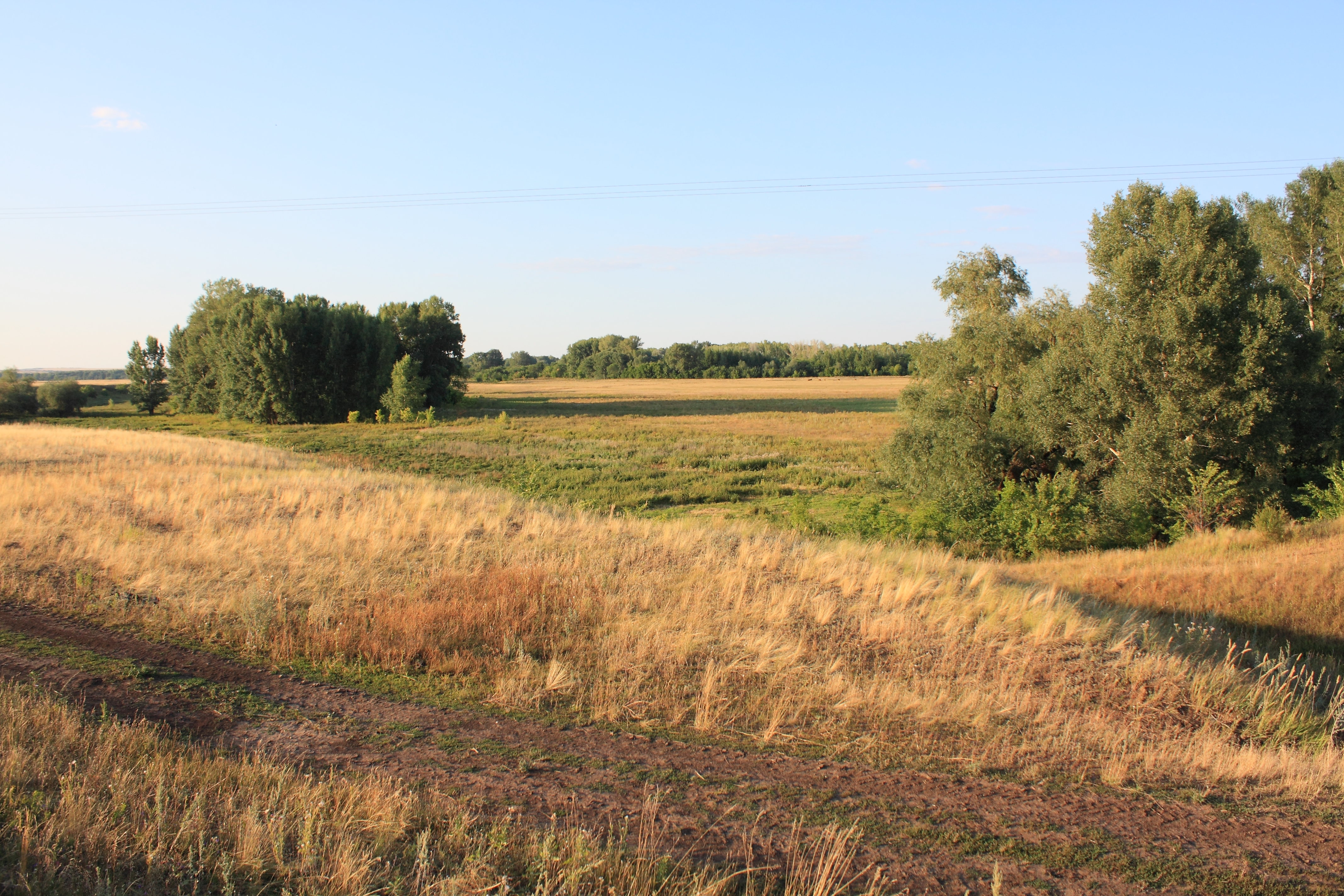
Erdőssztyepp táj Oroszországban
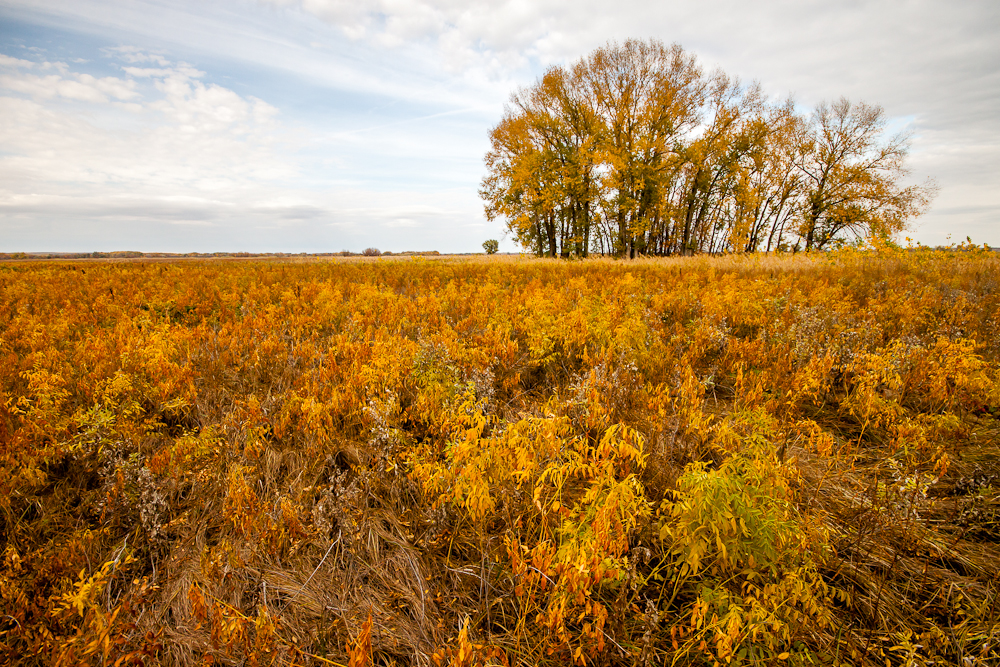
Sztyeppe erdőfolttal, az oroszországi Volgográd vidékén
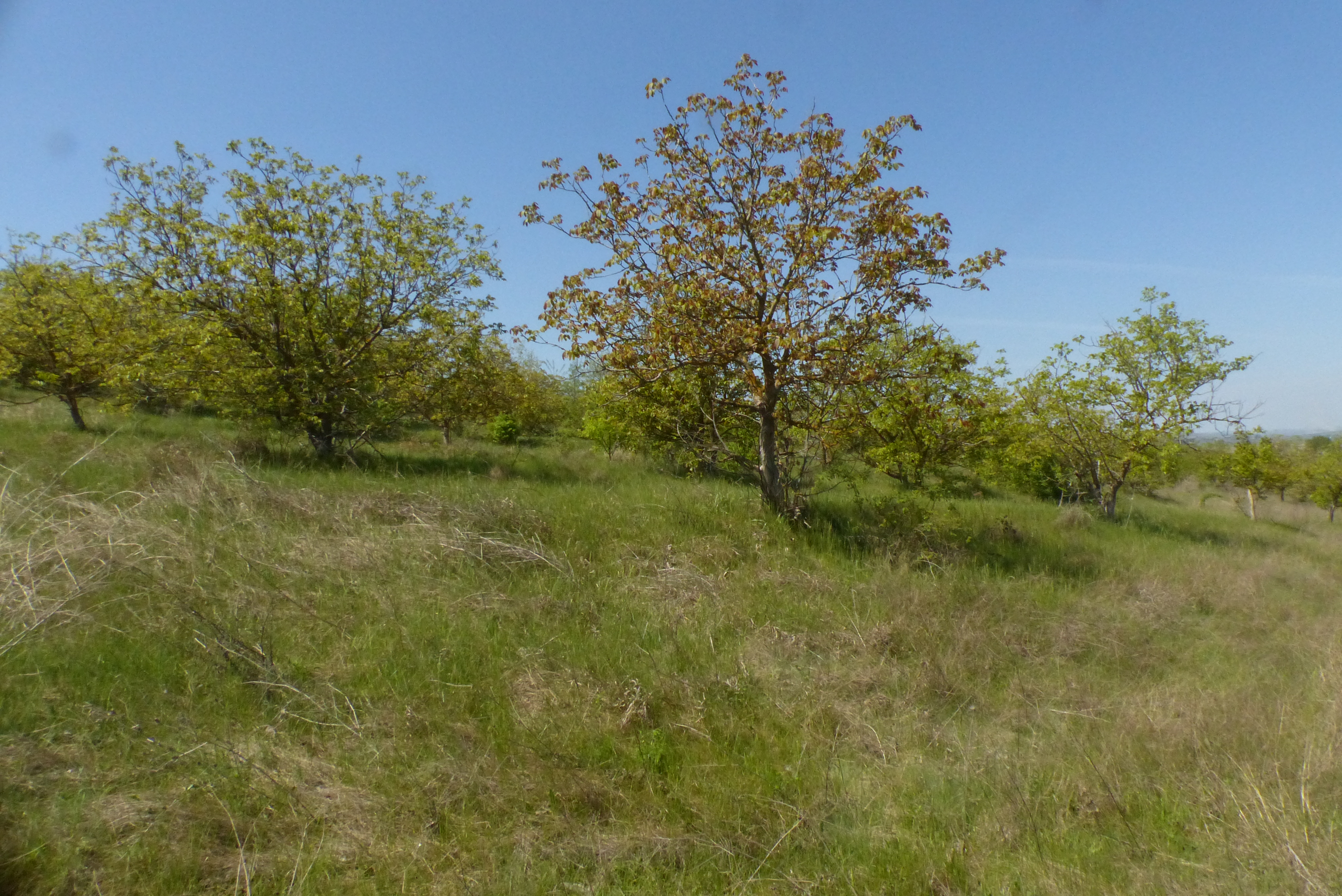
Védett erdőspuszta lejtők Moldovában
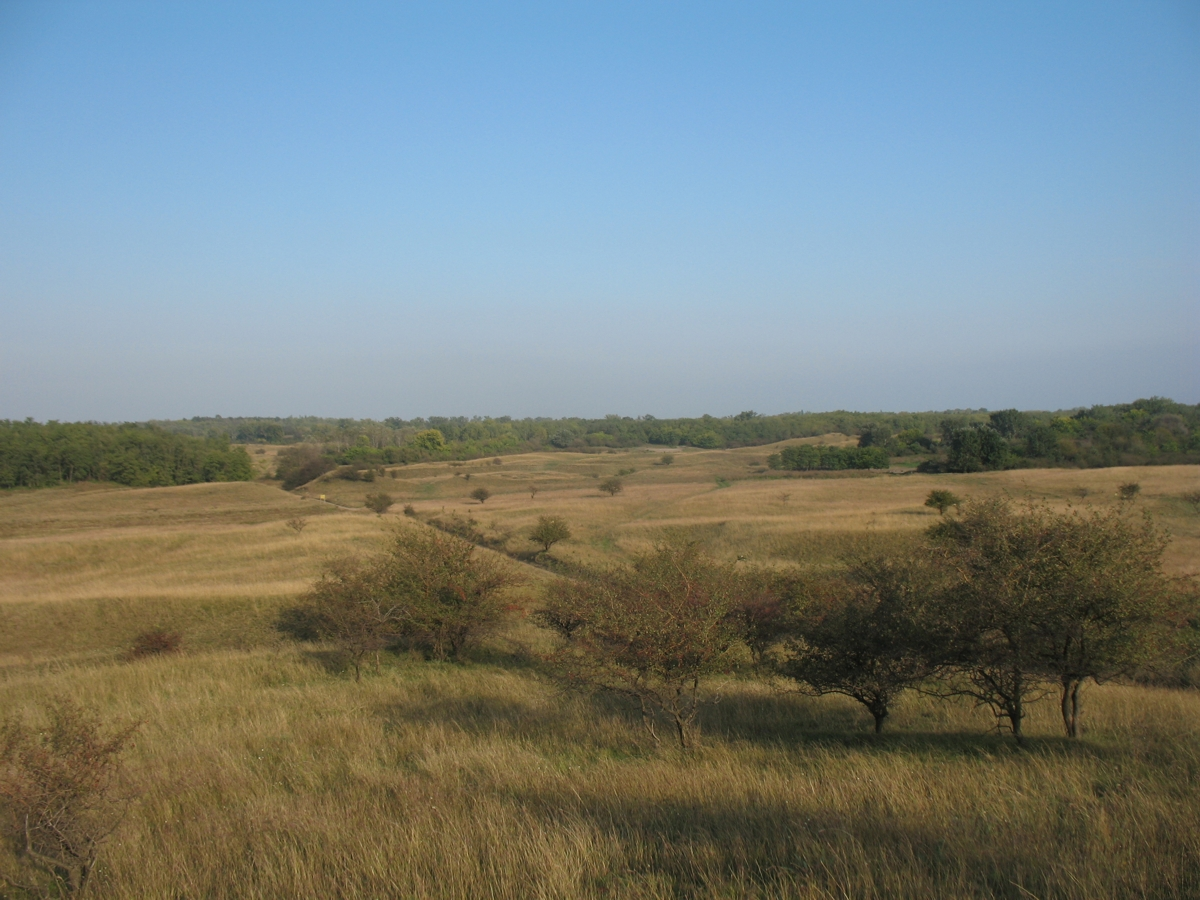
A Delibláti-homokpuszta természetesen beerdősülő tája
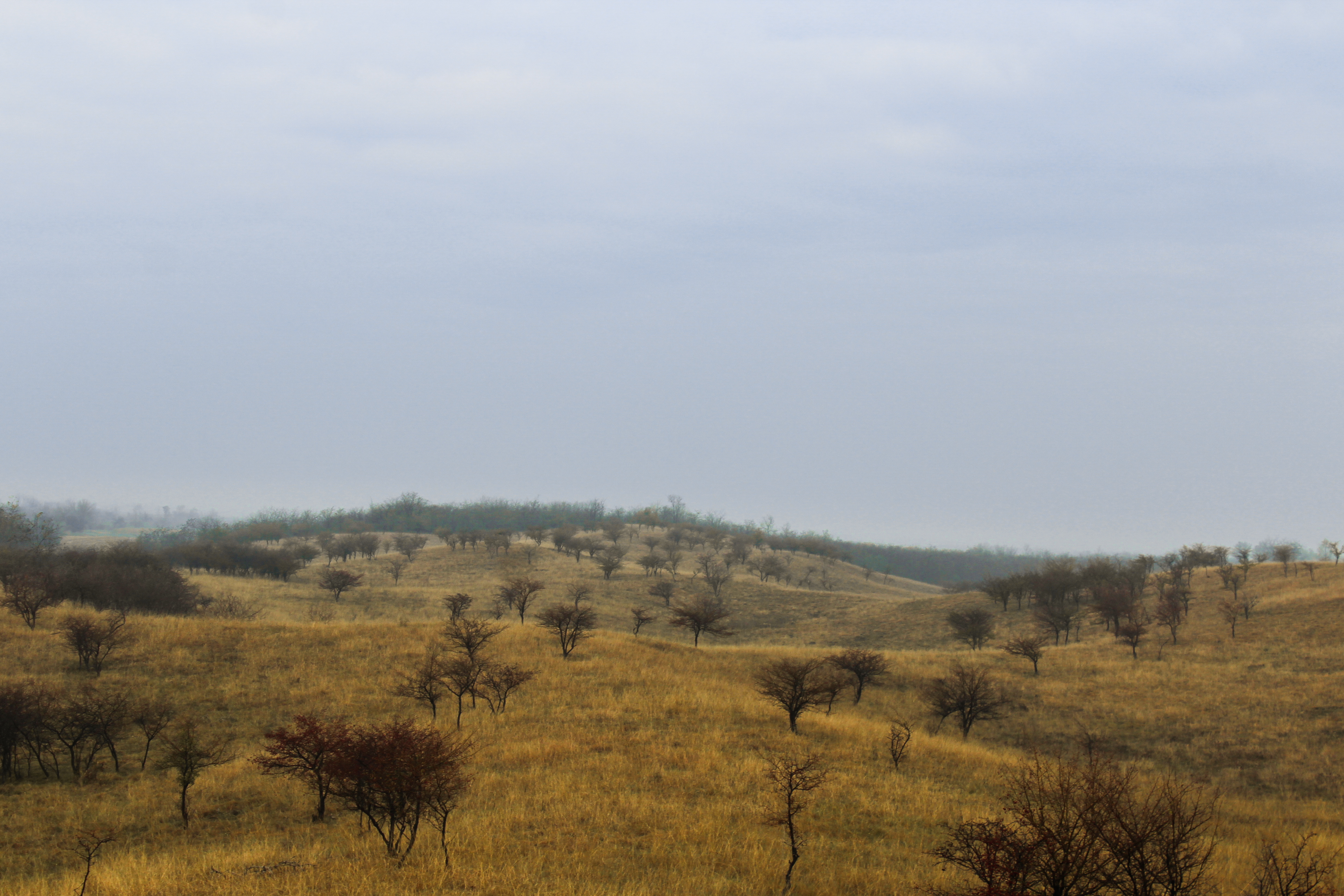
Az Alduna hullámzó buckái egybibés galagonya szórt állományaival
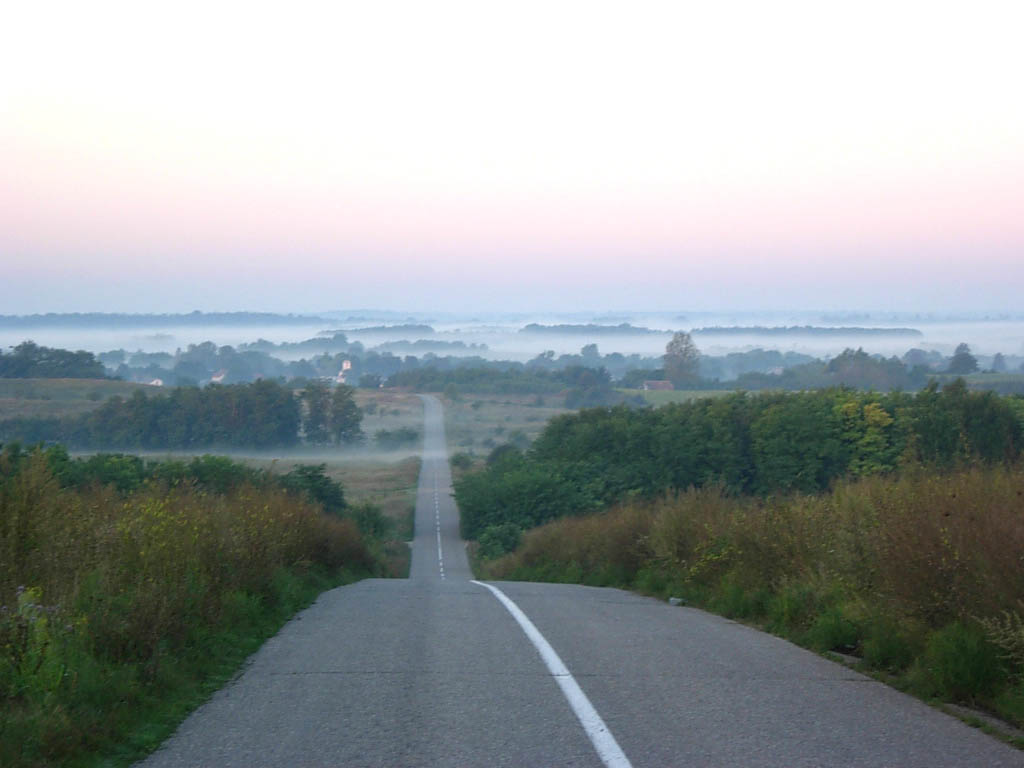
Erdőssztyepp táj a bánáti Fejértelep közelében
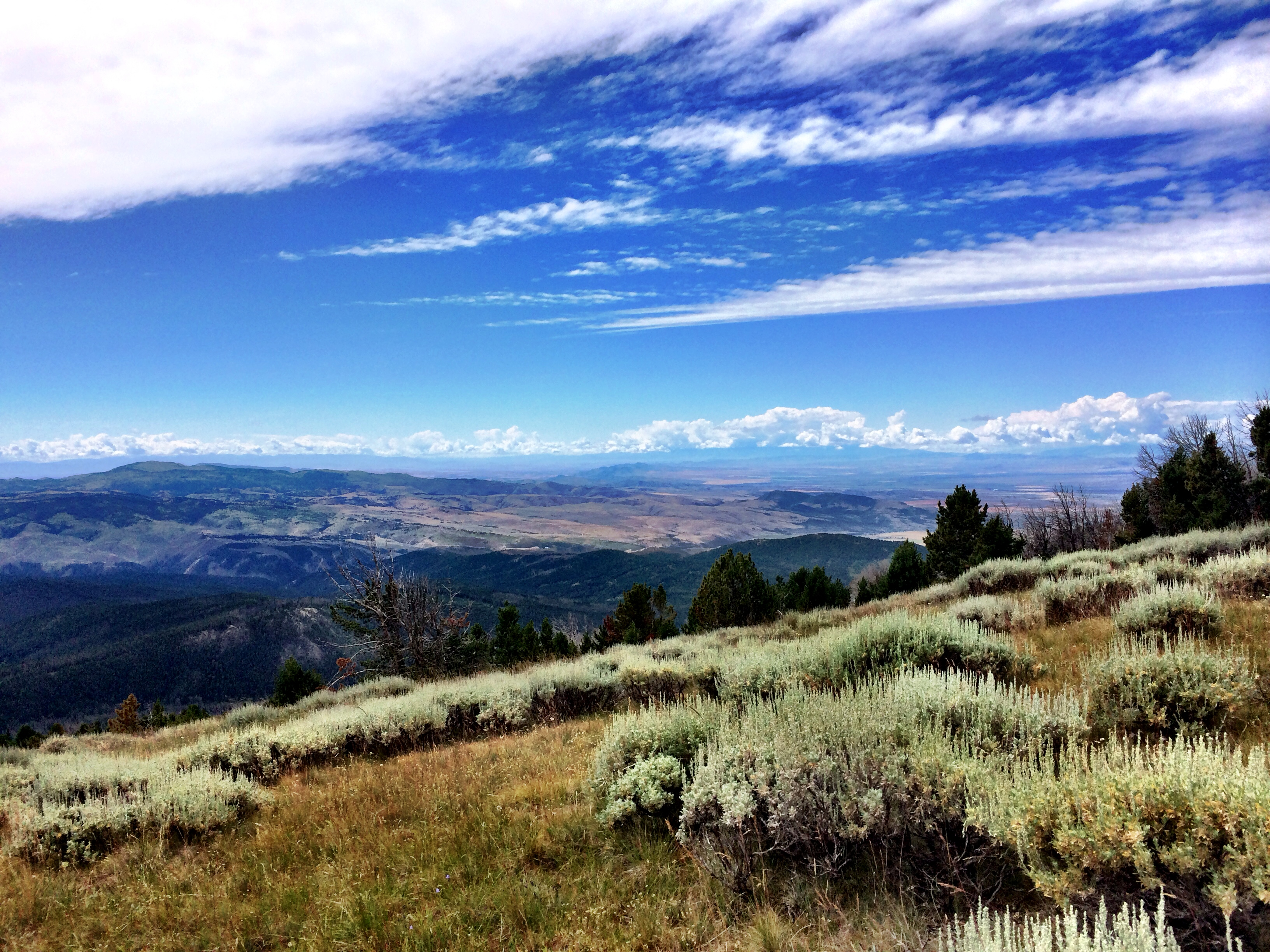
Hegylejtő bokorsztyepp-jellegű növényzettel az USA északnyugati részén
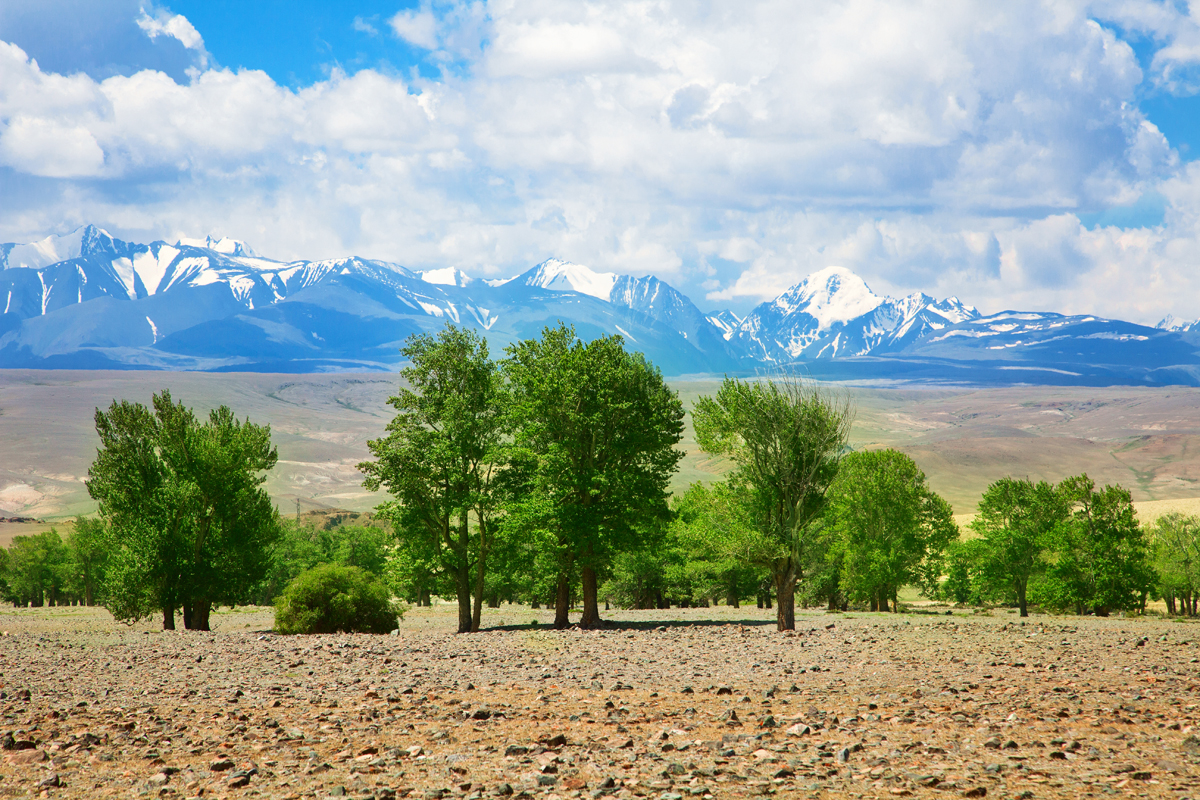
Erdőssztyepp sziklás talajon a szibériai altájban
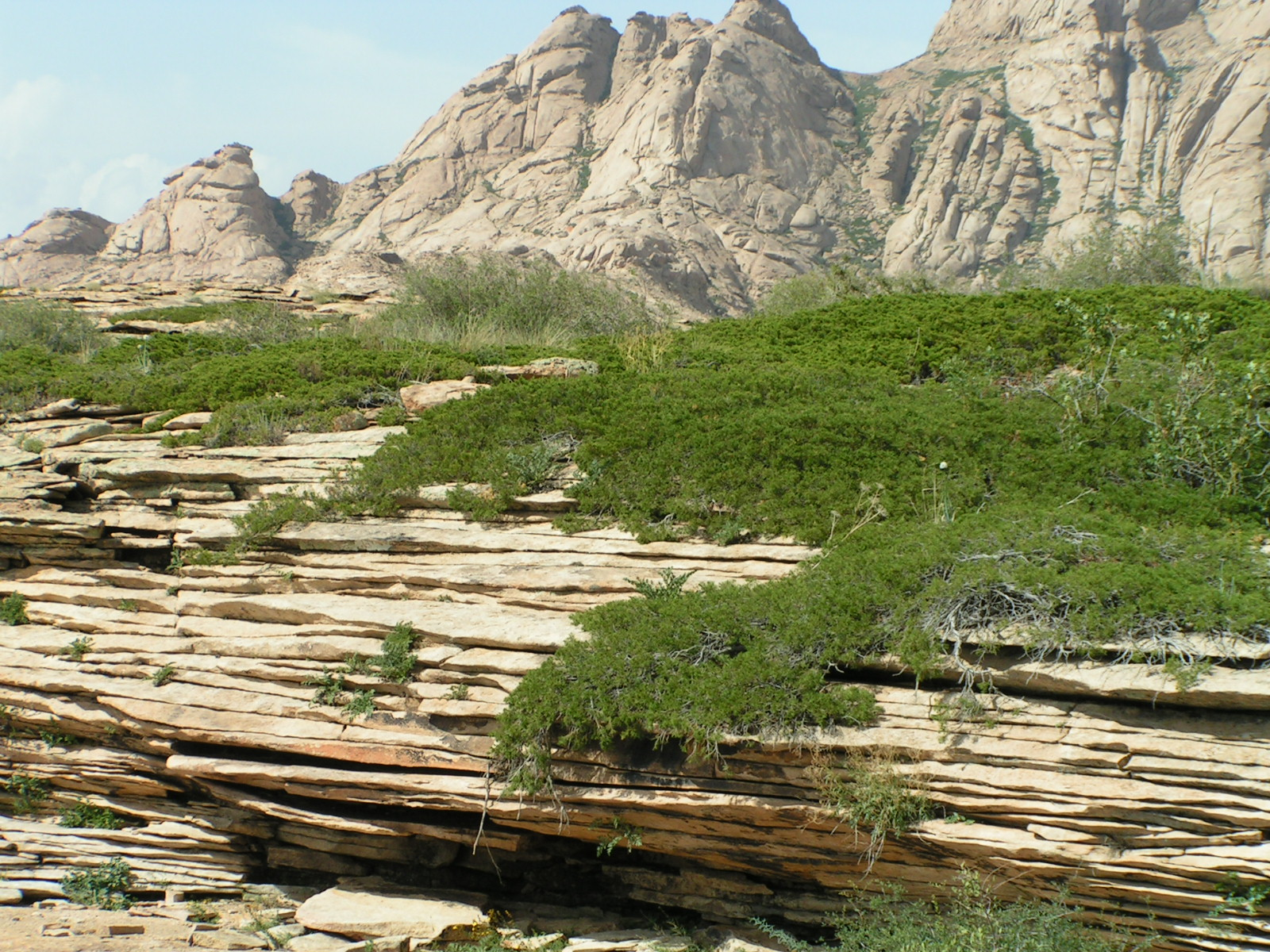
Sziklai bokornövényzet Kazahsztán sztyeppzónájában
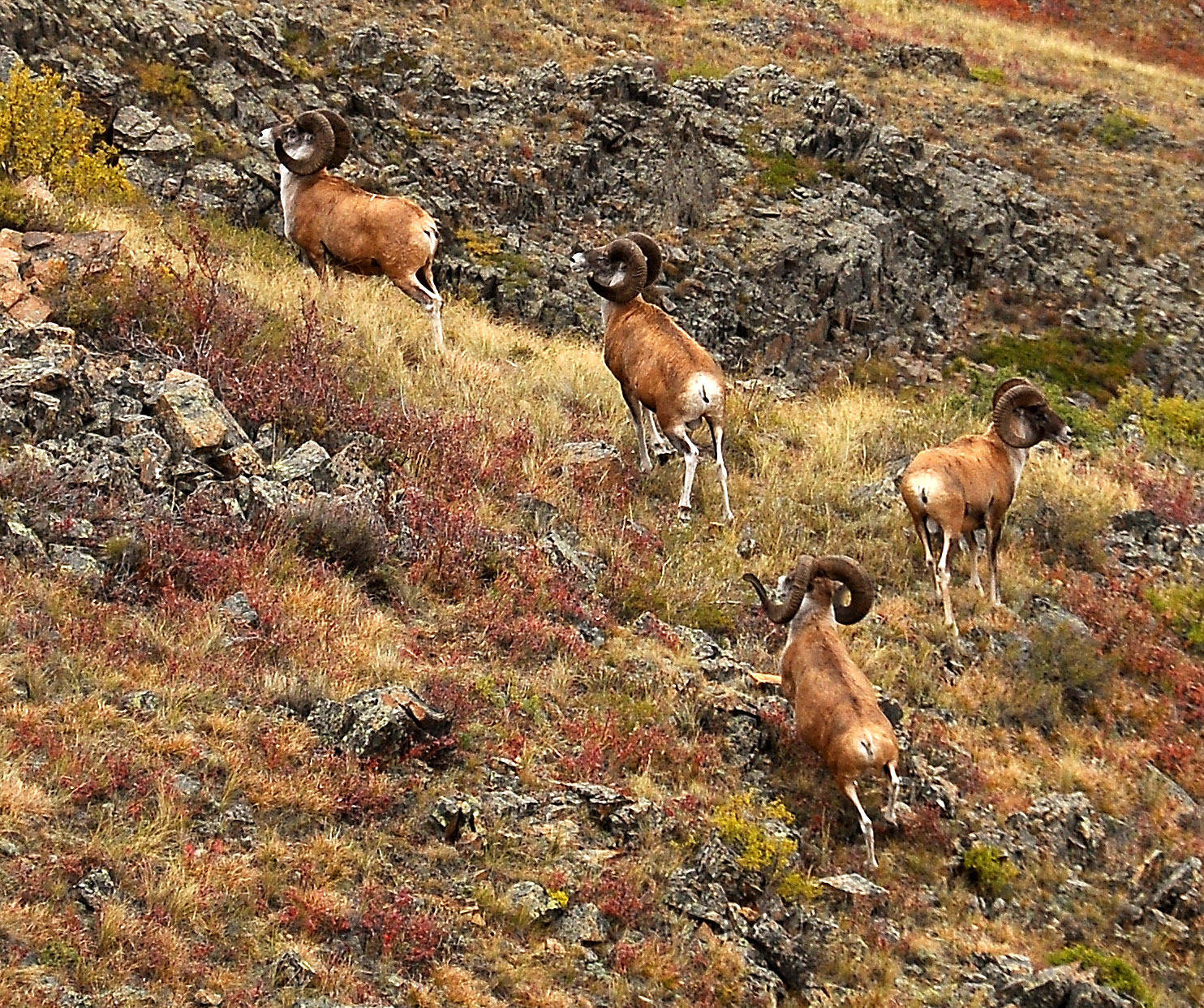
Vad juhok Kazahsztán sztyeppzónájában
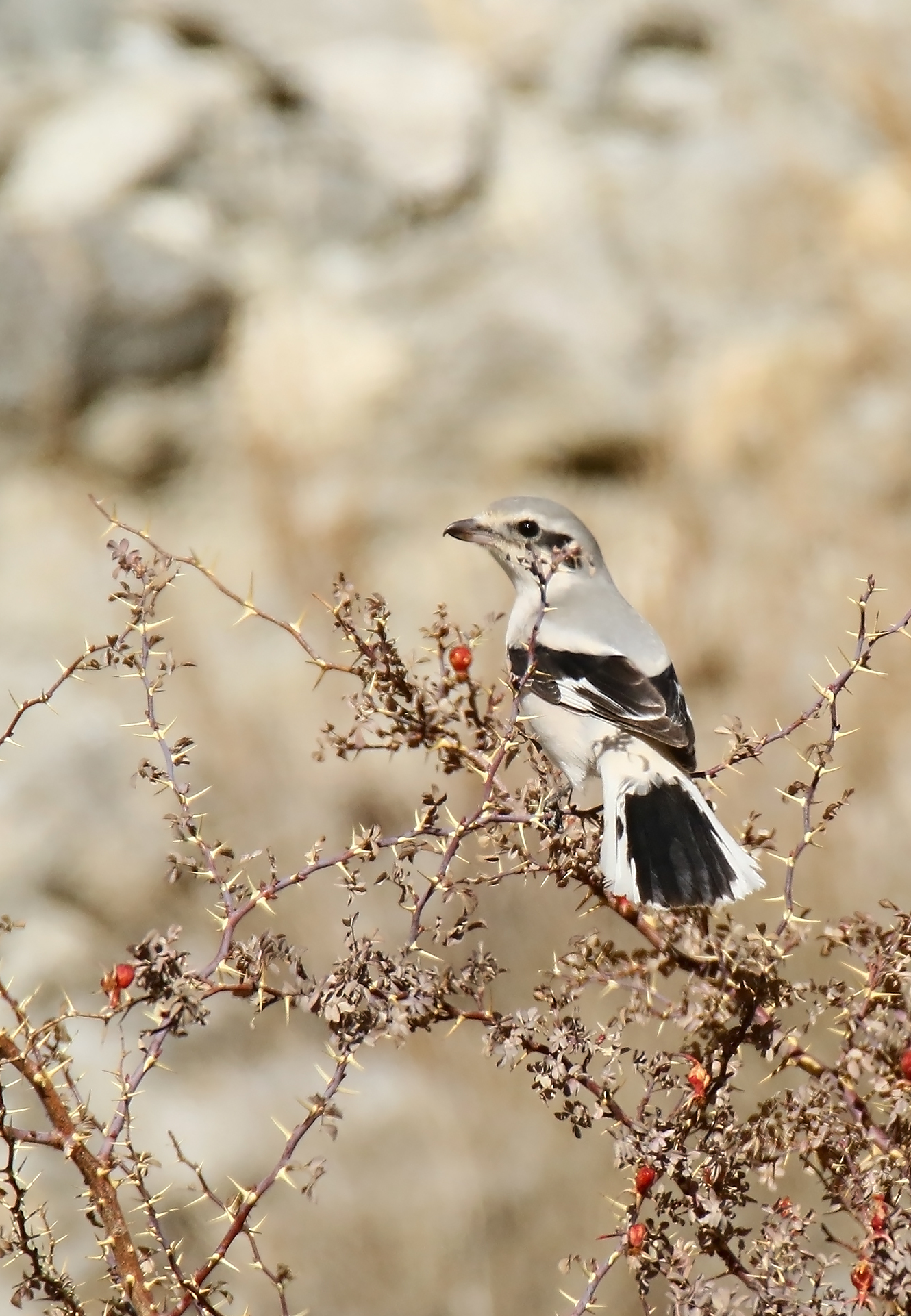
A nagy őrgébics sztyeppi alfaja Pakisztánban
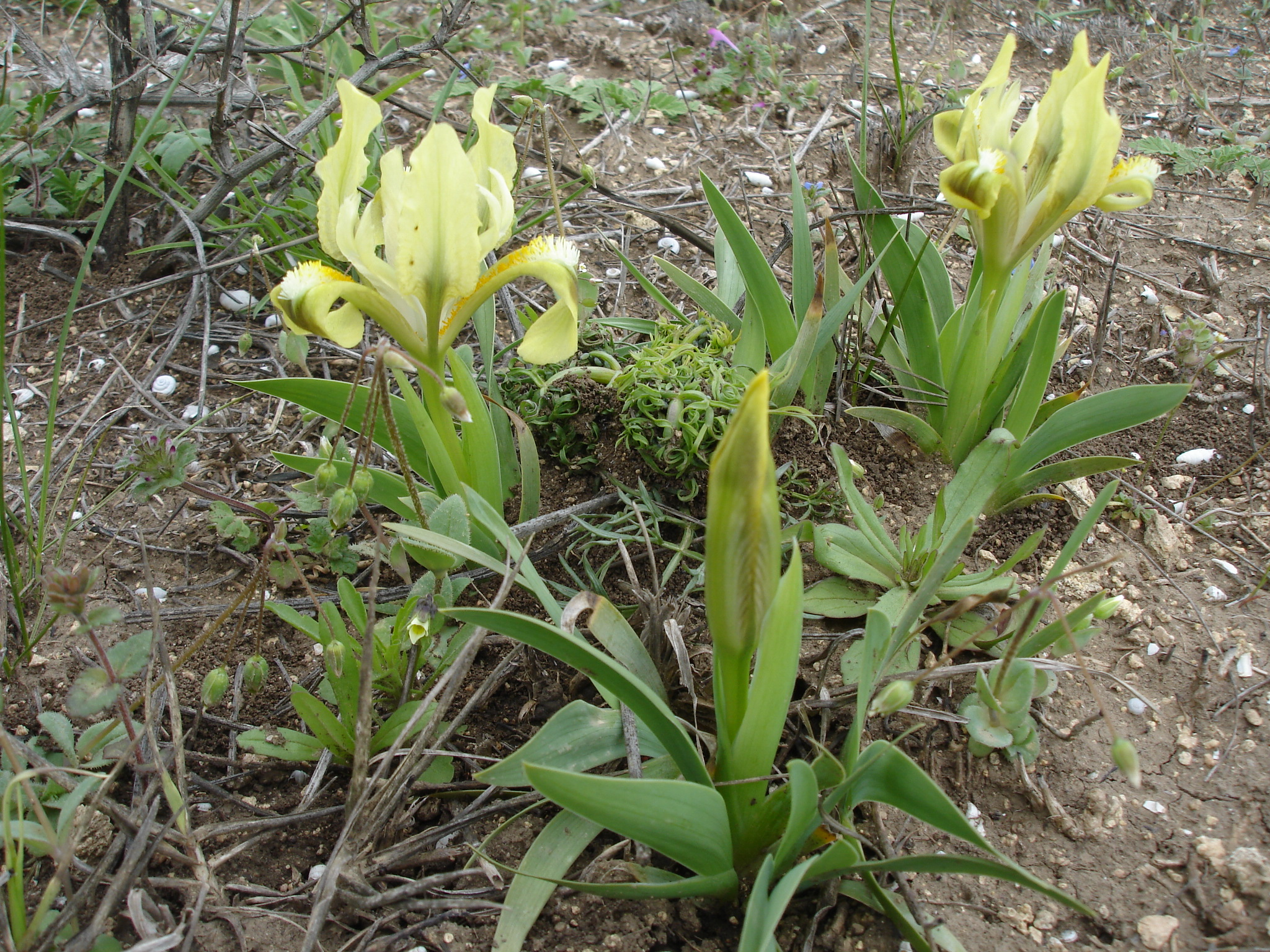
Apró nőszirom a Krím sztyeppjén